# 東京都立七生特別支援学校
東京都立七生特別支援学校（とうきょうとりつ ななおとくべつしえんがっこう）は、東京都日野市にある公立特別支援学校。知的障害児を教育対象とする。2008年3月までの名称は「東京都立七生養護学校」。
所在地は東京都日野市程久保843。小学部、中学部、高等部とその他幼児教育相談がある。

## 概要
最初は小学部と中学部だけの養護学校として開設するが、保護者や地域住民の請願等を受け、バブル崩壊期に高等部を設け、ほぼ今の体制となる。21世紀に入ってから就職支援のモデル校となり、就職支援が充実し就職を見据えた作業学習や生活単元で生徒に技術だけでなく就職の心構えを教えている。卒業生も就職が中心で一部知的障害者専用の専門学校などに行く者もいるが、2008年（2007年度）に学校史上初めて中央大学に合格した生徒もいる。これを受けて、2008年度に英語が常設の科目となり、国語や数学の時間が増えた。
生徒会は1990年代半ばに日野高校との交流会を行うようになったり、内部の改革活動も活発になる。少なくとも2000年代後半は教師主導であり、2006年度には当時の生徒会副会長らが生徒会担当教員の支配下にあった生徒会の権限を拡充させて独立を試みるが失敗した。21世紀初頭に性教育問題に揺れ、当時の校長および多数の教職員が更迭されて訴訟となり、2009年3月12日、東京地方裁判所は都議3人（土屋敬之、田代博嗣、古賀俊昭）と東京都教育委員会に対し、210万円の損害賠償を命じた。
スポーツに関しては2000年代後半から養護学校体育連盟主催の大会で好成績を残すようになる。
2005年度に毎年2月前後に行われているバスケットボール大会において、男子はグループリーグで都内最強クラスの南大沢学園に敗れ決勝トーナメント進出を逃すが、女子は江東に負けるまで勝ち進みベスト4進出を果たした。
2006年度には男子において初めてグループリーグを突破した後決勝トーナメント1回戦であきる野を降し、次戦田無に敗れるもベスト8にまで進出した。
次年度の夏のソフトボール大会においても青鳥と白鷺を破り予選を通過し、準決勝と3位決定戦で敗れたが4位入賞を果たした。
それ以降、安定した強さを発揮するようになった。
また、Jobサポート ななおという就労支援移行施設もある。